# أولام بورياش
أولام بورياش هو ملك كاشي للقطر البحري وثم أصبح ملك بابل بعد وفاة أخيه كشتيلياش الثالث حكم في حوالي سنة 1480 ق م , تكلمت النصوص الأثرية عنه بأنه كان لديه علاقات تجارية مع الحوريين حيث كان يشتري منهم الخيول و الغنم و الأبقار من بلادهم في أورارتو , خلفه في الحكم ابن أخيه أغوم الثالث .